# قاعدة (هندسة رياضية)

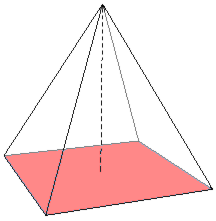
هيكل هرم قاعدته ملونة.

في الهندسة الرياضية، قد يتحدث عن قاعدة (بالإنجليزية: Base) في إطار المثلثات أو متوازيات الأضلاع أو أشباه المنحرف. أما في الهندسة ثلاثية الأبعاد، فيتحدث عنها في إطار الأسطوانات أو المخروطات أو الأهرامات أو متوازيات المستطيلات أو الموشورات أو غيرهن.